# Venus Erycinas tempel
Venus Erycinas tempel (latin: Aedes Veneris Erycinae) var ett tempel i Rom, beläget på Capitolium. Templet var invigt åt Venus Erycina och uppfördes av Quintus Fabius Maximus. Venus Erycinas tempel stod bredvid Bona Mens tempel och invigdes år 215 f.Kr. Fabius hade förbundit sig att bygga templet efter nederlaget i slaget vid Trasimenska sjön år 217 f.Kr.

## Karta
| Plan över Capitolium under antiken |
| --- |
| Capitolium Arx Forum Romanum Fori Imperiali Velabrum Jupitertemplet Tabularium Juno Monetas tempel Marcellusteatern Forum Holitorium Bellonatemplet Jupiter Feretrius tempel Veiovistemplet Auguraculum Iseum Jupiter Custos tempel Concordiatemplet Jupiter Conservators tempel Altare Tensarum Jupiter Tonans tempel Clivus Capitolinus Centus Gradus Porta Pandana Janustemplet Juno Sospitas tempel Spestemplet Augustustemplet Asylum Inter duos lucos Vicus Iugarius Marsfältet Dei Consentes portik Vespasianus- templet Concordiatemplet Tullianum Clivus Argentarius Venus Erycinas tempel Bona Mens tempel Fidestemplet Opstemplet Scipio Africanus båge Saturnustemplet Basilica Iulia |